# Майкл Энтони (музыкант)
Майкл Энтони Соболевский (англ. Michael Anthony Sobolewski; 20 июня 1954, Чикаго, Иллинойс, США) — американский рок-музыкант, предприниматель. Наиболее известен как бас-гитарист американской хард-рок-группы Van Halen. В настоящее время является бас-гитаристом в супергруппе Chickenfoot.
Энтони обладает мощным, высоким голосом, позволявшим ему петь партии бэк-вокала на студийных записях и концертных выступлениях Van Halen. Кроме того, он известен своими эпатажным поведением на сцене, а также количеством сделанных для него на заказ бас-гитар, включая модель Jack Daniel’s в форме бутылки для виски. В общей сложности у Майкла Энтони свыше 150 бас-гитар. В дополнение к своей музыкальной карьере, Майкл Энтони занимается производством острых соусов под маркой «Mad Anthony».

## Биография
Родители Майкла эмигрировали в Соединённые Штаты Америки из Польши. С 1981 года женат, супругу зовут Сью. Оба они окончили среднюю школу Аркадии и у них две дочери: Тэйлор (род. 1991) и Элиша (род. 1985). Майкл Энтони сейчас живёт в Глендоре, Калифорния.

## Дискография
Van Halen
- Van Halen (1978)
- Van Halen II (1979)
- Women and Children First (1980)
- Fair Warning (1981)
- Diver Down (1982)
- 1984 (1984)
- 5150 (1986)
- OU812 (1988)
- For Unlawful Carnal Knowledge (1991)
- Balance (1995)
- Van Halen III (1998)

Chickenfoot
- Chickenfoot (2009)
- Chickenfoot III